# Ferrières-les-Verreries
Ferrières-les-Verreries è un comune francese di 64 abitanti situato nel dipartimento dell'Hérault nella regione dell'Occitania.

## Società

### Evoluzione demografica
Abitanti censiti